# Pivovar Bílina
Pivovar Bílina (dříve také Bílinský pivovar Max Lobkowicz) je bývalý zámecký pivovar v obci Bílina na Teplicku uzavřený roku 1977. Objekt je památkově chráněný, dlouhodobě ale chátrá. Pivovar byl založen roku 1615 a vařil výčepní piva, ležáky, tmavá piva i tzv. kozel.

## Historie
Pivovar byl založen už roku 1615 rodem Lobkowiczů, ale hlavní barokní zděná budova v současnosti stojící na Pivovarském náměstí byla dostavena až roku 1695.  Mezi lety 1798–1810 procházel pivovar rozsáhlými úpravami a modernizací dle plánů Ing. Witschiegla. Koncem 18. století se pro bílinský pivovar projektoval vertikální sladovnický hvozd (neboli sušárna sladu), který je možné vytápět kamenným uhlím. Vybudován byl také nový ležácký sklep ve skále pod bílinským zámkem v roce 1880. V letech 1892–1897 měl pivovar v nájmu Anton Dreher junior z rodiny úspěšných rakouských pivovarníků. Koncem 19. století došlo také k poslední velké rekonstrukci pivovaru.
Původní Bílinský pivovar Max Lobkowicz byl vyhláškou ministryně výživy (sbírky 1476/1948 Ú.l.) k 1. lednu 1948 znárodněn a spolu s tím i další podniky v majetku Dr. Maxe Ervina Lobkowicze, který vlastnil jak Bílinskou kyselku tak několik uhelných dolů. Ustaveno bylo 22 národních pivovarů – ten bílinský spadal pod závod Krušnohorské pivovary, který slučoval podniky menší výroby v regionu. V roce 1960 se pak pivovary reorganizovaly podle nově vyhlášených krajů a bílinský pivovar tak přešel pod národní podnik Severočeské pivovary.
K přerušení výroby došlo roku 1972, nějakou dobu byl ještě pronajímán a fungoval jako sladovna, ale roku 1977 byla výroba piva definitivně ukončena a dále již pivovar sloužil jen jako skladiště.  Hlavní budova a další přilehlé stavby v areálu jsou od roku 1992 památkově chráněny. Po proběhnutí restitucí v roce 1989 připadl pivovar rodu Lobkowiczů, kteří ho nějakou dobu pronajímali. Město ho pak od Martina Lobkowicze odkoupilo v roce 1997.
Za pivovarem stál v ulici Litoměřická i pivovarský rybník – ten byl později zrušen a využíván jako městské kluziště, pro pivovar se proto muselo v 70. letech vystavět nové čpavkové chlazení. Nakonec bylo zrušeno i kluziště a v místě bývalého rybníka byl mezi lety 2000–2001 vybudován krytý zimní stadion.  V historii byl pivovar napájen i vodovodem z obce Lukov.

## Současnost pivovaru
Město se po odkoupení pivovaru marně snažilo nabídnout ho investorům i v zahraničí. Od roku 2001 ho nabízelo k prodeji či pronájmu. Po čtyřech letech došlo k opravě průčelí pivovaru a jejímu zabezpečení. Havarijní stav budov a památková ochrana však výrazně komplikovaly možnou větší rekonstrukci a další využití a město tak jednalo i o možnosti objekt památkové ochrany zbavit.
V roce 2009 začalo město intenzivně jednat o možné rekonstrukci pivovaru, vypověděli se tehdejší nájemci části areálu (v místě se vystřídala výrobna nábytku i pneuservis), město nechalo vypracovat studii využití části areálu a zřídilo komisi pro rekonstrukci. Objevili se i zájemci z Německa a bylo v plánu rekonstrukci financovat z evropských fondů, což ale nebylo realizováno. V roce 2010 byl schválen záměr k prodeji pivovaru za 2,3 milionu korun. O pivovar pak v roce 2013 projevila zájem firma RHPI (dceřiná v ROSS Holding), která měla za sebou přestavbu pivovaru v Chotěboři a chtěla obnovit výrobu piva i v Bílině, k realizaci však opět nedošlo. V roce 2016 pak areál koupila společnost Lesy Sever, která do svého vlastnictví dříve získala i bílinský zámek. V plánu bylo zachování a oprava památkově chráněných budov a demolice ostatních ve špatném stavu.
V areálu pivovaru se konají občasné kulturní akce organizované Historickým spolkem města Bíliny, jinak ale nadále chátrá.

## Druhy piva
Za první republiky se v Bílině vyrábělo hlavně tzv. Zámecké světlé 12°, Březňák tmavý 12° a Kozel 12° (také pod německým názvem „Doppel-Bock“), přičemž pivo Březňák dnes vyrábí Pivovar Velké Březno u Ústí nad Labem. Z původních etiket lahví je možné dohledat i dříve vyráběné druhy piva z doby, kdy pivovar přešel pod národní podnik Severočeské pivovary. V té době byla nejpopulárnější tzv. Perla severu (někdy jako Bílinská perla). Po roce 1960 pivovar vyráběl:
- Výčepní světlé 7°
- Světlé 10°
- Světlý ležák 12°
- Bílinské tmavé 10°
- Perla severu 11°